# 張清華 (建築師)
張清華（Ching-Hwa Chang，1957年—），台灣建築師，出生於台南，是國立成功大學建築系校友（1979年畢業）並擁有美國賓夕凡尼亞大學建築碩士學位（1984年畢業）。張清華在1999年時與郭英釗共同成立九典聯合建築師事務所，代表作品為臺北市立圖書館北投分館、台北花博新生三館等。北投圖書館為台灣第一座綠建築圖書館，為早期綠建築發展的重要指標。

## 榮譽
- 臺灣建築學會會士（2019）[2]
- 綠建築貢獻獎（2019）[3]
- 成功大學傑出校友獎（2017）[4]
- 第11屆中華民國傑出建築師(2009)[5]
- 台灣建築獎(2005/2007/2010)
- 侯金堆傑出榮譽獎(2006)
- 台南市立延平國中第3屆傑出校友

## 代表作品
建築
- 國立清華大學綠色低碳能源教學研究大樓
- 臺鐵苗栗車站（2013）
- 臺北市立圖書館太陽圖書館暨節能展示館（2011）
- 台北花博新生三館（2010）
- 國立中央大學人文社會科學大樓（2009）
- 臺北市立圖書館北投分館（2006）
- 臺北市立圖書館石牌分館（2006）
- 移動式緊急部署檢疫醫院原型(2021)

書籍
- BI: The Origin of Architectural Creativity|Design the way Nature creates itself. （2020）[6]
- 綠領建築師教你設計好房子（綠領建築師培訓工作坊講師群合著）（2013）[7]
- 有氧建築：綠建築的足跡與對話（合著者 張清華 邱茂林）（2011）[8]
- 西班牙協奏曲：陽光下的都市形影（合著者 邱茂林）（2004）
- 都市形影與對話－義大利（合著者 邱茂林）（2001）
- 透視空間的奧秘（原著者 Donlyn Lyndon& Charles W. More）（2000）

## YouTube
- 《步入城市講堂16＿張清華「我們的社會住宅」─社會住宅vs.循環經濟》 （页面存档备份，存于）[2018]，OURs都市改革組織
- 《與建築師同行》建築天后用「三從四德」　打造最美火車站 （页面存档备份，存于） [2018]，台灣蘋果日報